# Giuseppe De Luca

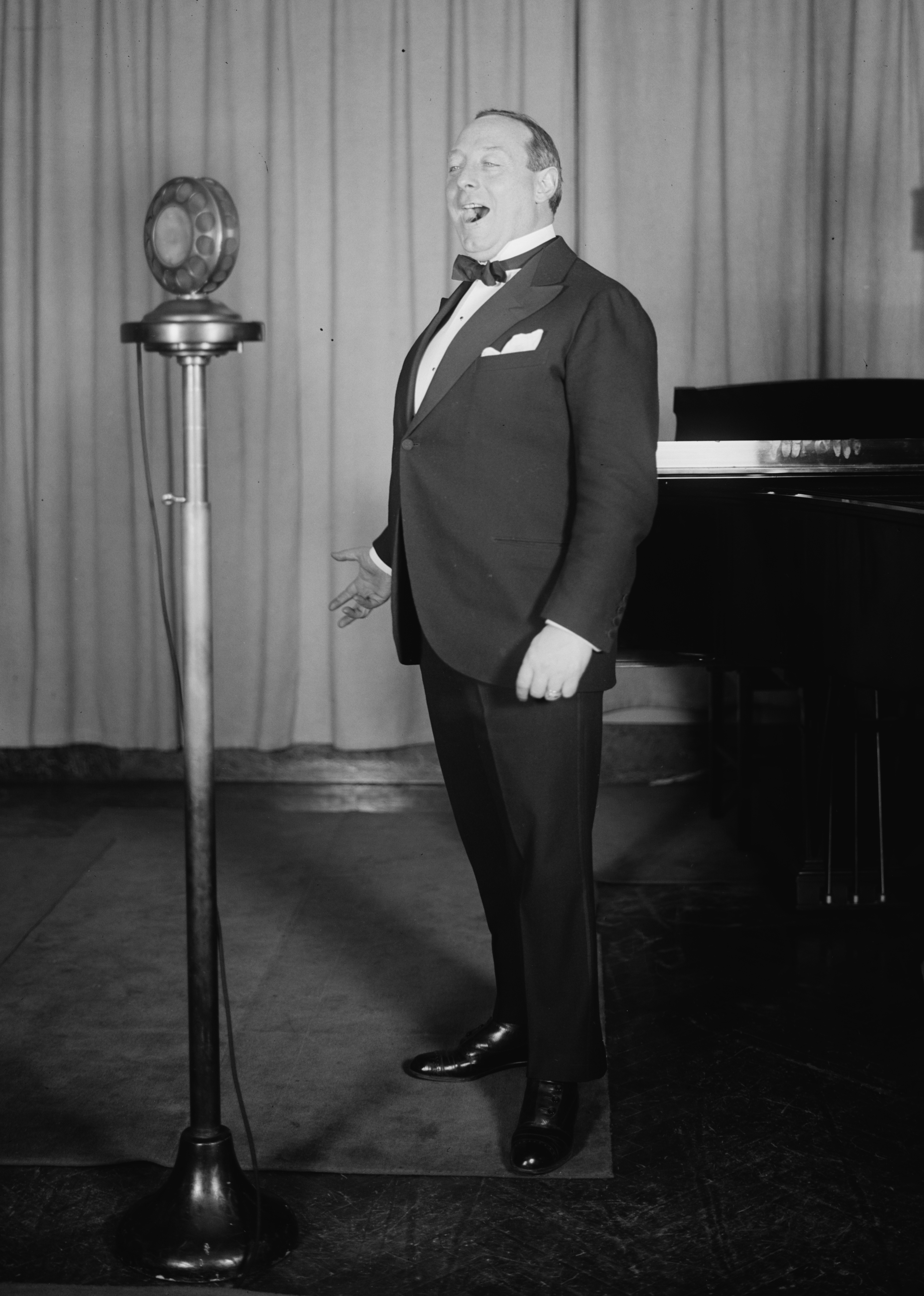
Giuseppe De Luca; 1920s

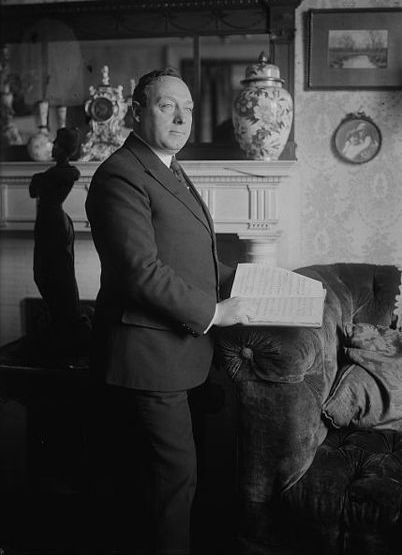
Giuseppe de Luca en New York

Giuseppe De Luca (n. Roma; 25 de diciembre de 1876 - f. Nueva York; 26 de agosto de 1950), fue un barítono italiano cuyos mayores triunfos fueron en el Metropolitan Opera. 
Fue el creador de dos roles de las óperas de Giacomo Puccini: Sharpless en Madama Butterfly (en La Scala, Milan, 1904) y Gianni Schicchi (Metropolitan Opera, 1918). Además creó el Marques Griselidis de Massenet; Michonnet en Adriana Lecouvreur, de Francesco Cilea; Paquiro en Goyescas, de Enrique Granados, y Sancho Panza en Don Quichotte con Feodor Chaliapin. 

## Biografía
De Luca nació en Roma, hijo de un herrero, cantó en los coros de iglesia de niño. Posteriormente estudió en el conservatorio romano con el mismo maestro de Mattia Battistini y Titta Ruffo. Debutó en Piacenza en 1897, como Valentin en Faust. 
Cantó en La Scala, Milán, desde 1902 a 1910, y en Covent Garden, en 1907. 
Se mudó a Estados Unidos y fue el máximo barítono en el Metropolitan desde 1915 a 1935. Debutó como Figaro en El barbero de Sevilla con Frieda Hempel como Rosina. 
Al retirarse enseñó en la Juilliard School y murió en Manhattan a la edad de 73.